# Josip Zaffron
Josip Zaffron je bio hrvatski političar i preporoditelj iz Korčule. Po struci bio je odvjetnik.
Sinovac je biskupa Ivana Zaffrona.
1875. godine zamijenio je u vodstvu Narodne stranke na otoku Korčuli dr Rafu Arnerija. Kad je 1888. Rafo Arneri Nakon dao ostavku na mjestu načelnika korčulanske općine, Josip Zaffron, njegov politički istomišljenik i tadašnji zastupnik grada Korčule u Dalmatinskom saboru i Carevinskom vijeću, preuzeo je njegov položaj.
Bio je u Zastupničkom domu Carevinskog vijeća 1903. godine koje je 8. siječnja 1903. sazvao car i kralj Franjo Josip I. Kraljevinu Dalmaciju su pored Zaffrona zastupali iz Stranke prava Juraj Biankini, Josip Virgil Perić, iz Narodne hrvatske stranke Ante Šupuk, Ante Vuković Vučidolski, Lovro Borčić, Juraj Ferri, Vicko Ivčević, Petar Klaić, a Srpskoj narodnoj stranci Andrija Vujatović-Šarov i Radoslav Kvekić. Od aktivnosti valja spomenuti supotpisivanje interpelacije Jurja Bijankinija 15. svibnja 1903. na ministra obrane Zena von Welsersheimba glede angažmana vojske u nemirima u Hrvatskoj, s obzirom na neopravdanost uporabe takve sile, čak i prema ženama i djeci (potpisali su ju 19 hrvatskih i slovenskih zastupnika Zafronn, Šupuk, Spinčić, Berks, Šusteršič, Gregorčič, Žičkar, Vuković, Borčić, Ferri, Perić, Klaić, Ivčević, Pogačnik, Ferjančič, Hajek, Breznovsky, Chok, Koudela, ali ne i dvojica zastupnika Srpske stranke iz Dalmacije) te prešni prijedlog od 19. svibnja i.g. u svezi s redarstvenim mjerama koje su u Ljubljani poduzeli policijski agenti Khuena Hedérvarya u Ljubljani (policijski agenti su tragali za osumnjičenim Hrvatima zbog objave antikhuenovskih plakata te proveli predistragu protiv jedne ljubljanske tiskare koju su vlasti osumnjičile zbog njihova tiskanja).